# Mantidactylus majori
Mantidactylus majori é uma espécie de anfíbio da família Mantellidae.
É endémica de Madagáscar.
Os seus habitats naturais são: florestas subtropicais ou tropicais húmidas de baixa altitude, regiões subtropicais ou tropicais húmidas de alta altitude, rios e pântanos.

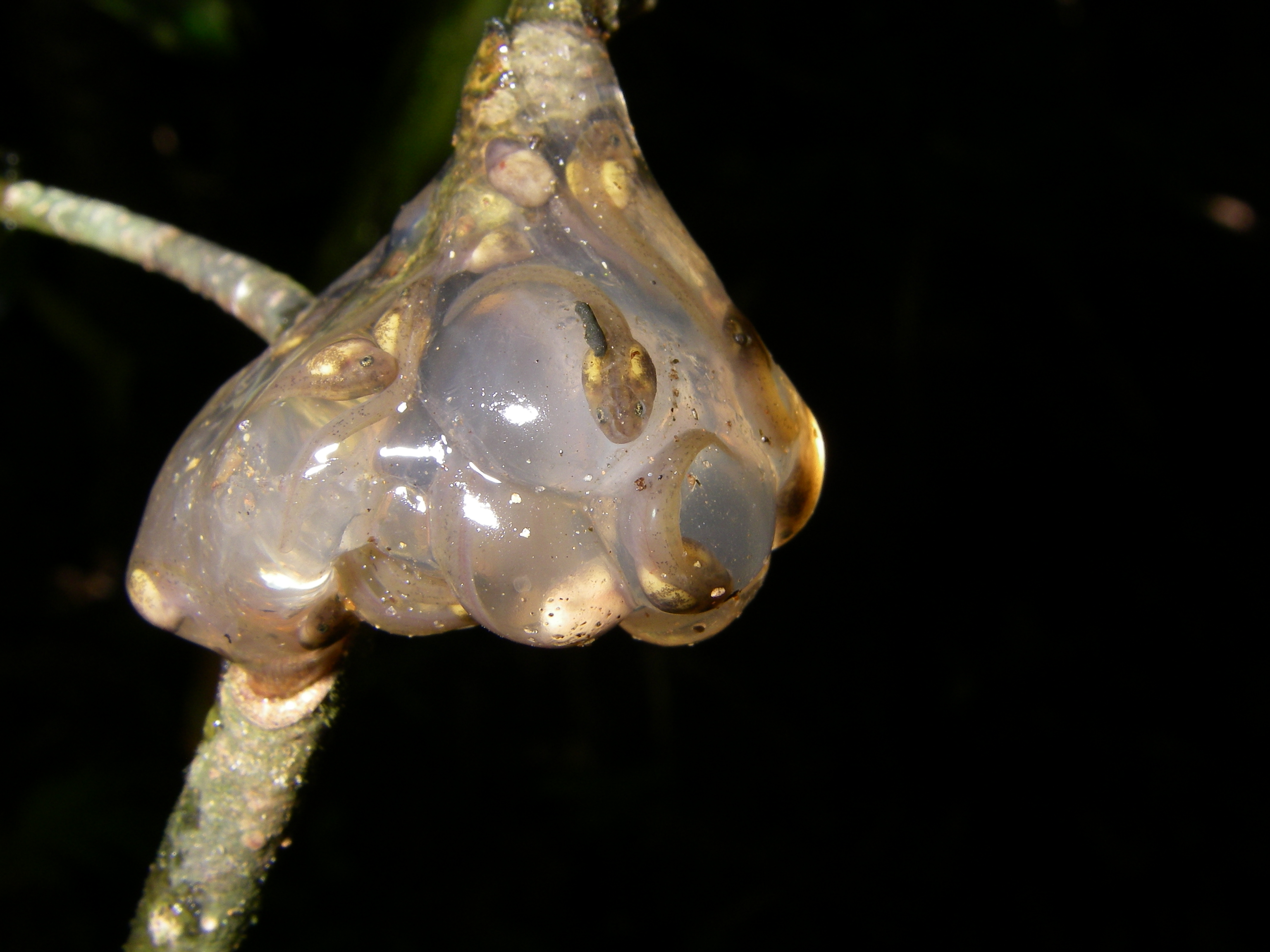
Girinos de Mantidactylus majori

Está ameaçada por perda de habitat.